# China Minmetals Land
Minmetals Land Limited (0230.HK) ist das in Hongkong börsennotierte Immobilienunternehmen von Chinas größtem Stahlkonzern China Minmetals Corporation (CMC). Das am 25. Oktober 1991 gegründete Unternehmen ist eine 100-prozentige Tochtergesellschaft von CMC und hauptsächlich in den Bereichen Immobilienentwicklung, Spezialbau, Immobilieninvestitionen und Immobilienverwaltung tätig. Das spezialisierte Baugeschäft deckt über 50 Städte des Landes ab und erstreckt sich über Regionen wie Pearl River Delta, Pan Bohai Rim, Yangtze River Delta und Central China.
Dazu gehören namhafte Projekte in der VR China, wie das international bekannte Hallstatt See-Huizhou, Fortune Garden in Peking, Platinum Bay in Yingkou, Minmetals Vanke City in Xianghe, Minmetals International in Tianjin, Laguna Bay, Riveria Royale, Sello Royale und das Grand Royale in Nanjing, LOHAS International Community, Scotland Town und das Kai-Fu-Projekt in Changsha.

## Tochtergesellschaften
Minmetals Land ist weiterhin über zwei hundertprozentige Tochterunternehmen, Minmetals Condo Construction Co., Ltd. („Condo Shanghai“) und Minmetals Condo Engineering Co. Ltd. (Condo Hongkong) im Spezialbau tätig.

## Immobilienverwaltung
In der Immobilienverwaltung ist das Unternehmen über drei Immobilienverwaltungsunternehmen in der VR China tätig:
- Huizhou Minmetals Grace Home Property Management Co. Ltd.
- Nanjing Minmetals Grace Home Property Management Co. Ltd.
- Yingkou Minmetals Grace Home Property Management Co. Ltd.